# Fiach McHugh O'Byrne
Fiach mac Aodh Ó Broin (anglicado como Fiach MacHugh O'Byrne) (1544 - 1597) fue jefe del Clan Uí Bhroin, u O'Byrne, durante la Reconquista Tudor de Irlanda por parte de Inglaterra.

## Antecedentes
Durante el reingado de Isabel I de Inglaterra, el antiguo clan O'Byrne (Gabhail Raghnal/Gavall Ranell) controlaba un área de 620 km² en los montes Wicklow al sur de Dublín. En las décadas precedentes había conseguido desbancar al clan O'Toole, convirtiéndose en el principal poder en la región. Su fortaleza principal se alzaba en Ballinacor, en Glenmalure, un fuerte de roble en las cercanías de un río. El territorio del clan comprendía el bosque de Shillelagh y Glendalough en Wicklow y parte del condado de Wexford.
El clan era considerado suficientemente poderoso como para reunir un ejército de al menos cien soldados expertos, lo que le convertía en una amenaza para el gobierno inglés de la Empalizada. Por otra parte, los O'Byrne eran respetados y temidos por el resto de clanes del sur de Leinster, lo que añadía otro motivo de preocupación.
El territorio de O'Byrne había estado nominalmente controlado por un sheriff durante varios años, pero en 1562 se encomendó esta tarea a un capitán inglés. Sin embargo, la inestabilidad reinante en la zona hacía poco menos que imposible el control por parte de las autoridades de la Empalizada.

## Juventud y primeros años
En 1569, los O'Byrne, liderados por el padre de Fiach, habían ayudado a los rebeldes de las guerras Butler; el propio Fiach ayudó a Edmund Butler en su huida del castillo de Dublín. Tras esta acción, O'Byrne demostró ser hábil y astuto, utilizando estas habilidades para socavar la autoridad inglesa en Irlanda.
En 1572, Fiach McHugh fue acusado de complicidad en el asesinato del yerno de Sir Nicholas White, senescal de Wexford. Las tropas inglesas lanzaron una expedición de castigo contra O'Byrne, incendiando dieciséis aldeas y masacrando a cientos de personas; Fiach pudo escapar, pero varios hermanos adoptivos suyos murieron durante el ataque. En represalia, saqueó la zona de Wexford al frente de 400 seguidores, retirándose después a Glenmalure. Sin embargo, en agosto entregó al presunto asesino del yerno de White a cambio del perdón real y se comprometió a pagar una multa de 20 marcos.
Bajo el gobierno del Lord Diputado Henry Sidney, O'Byrne apoyó a su cuñado Rory Oge O'More en la disputa por el Señorío de Leix, que acabó con el estallido de una revuelta en 1577. Tras violentos combates con Sir John Harrington, 180 miembros de la familia O'More fueron asesinados; entre los pocos que se libraron estaban la hermana de O'Byrne y su hijo, a los que O'Byrne acogió en Ballinacor, convertida ahora en una verdadera academia militar.
O'Byrne mantuvo correspondencia con Gerald FitzGerald, XV conde de Desmond y con Gerald FitzGerald, XI conde de Kildare. Durante este periodo, los robos de ganado continuaron siendo habituales, hasta que a principios de 1579 se sometió formalmente al gobierno de Dublín en la Catedral de Christ Church, prometiendo fidelidad y reconociendo la autoridad del gobierno de la corona.

## Rebeliones de Desmond
Las violaciones de acuerdos y los perdones continuaron y tras la muerte de su padre, Fiach se convirtió en el nuevo jefe O'Byrne, uniéndose a James Eustace, III vizconde de Baltinglass, durante la Segunda rebelión de Desmond en torno a 1579.
En el verano de 1580, el Conde de Desmond abandonó Munster con dirección al condado de la Reina donde, ayudado por los O'More se unió a los O'Byrne en las fronteras de Wicklow. En agosto, los clanes O'Byrne y Kavanagh atacaron a fuerzas inglesas en Idrone condado de Carlow y ejecutaron a los miembros del clan Kavanagah que habían aceptado el dominio de la familia Carew. 
Ese mismo mes fue nombrado Lord Diputado de Irlanda Arthur Grey, XIV barón Grey de Wilton, que llegó a la isla con 6.000 soldados de refresco. Se encontró un país en estado de ansiedad, debido a la amenaza de intervención española en favor de los rebeldes. Los comandantes de la corona de todo el país se encontraban en estado de alerta, y Grey se veía rodeado por todas partes. Una de sus primeras decisiones fue la de eliminar la amenaza de los O'Byrne, cuyo territorio se situaba apenas a 40 kilómetros de Dublín y que atacaban frecuentemente la zona de la Empalizada. Además, el gobierno inglés había programado una ofensiva sobre Munster y no podía dejar enemigos en retaguardia.

## Batalla de Glenmalure
En 1580, Grey y sus tropas partieron de la Empalizada hacia el oeste, ignorando los consejos de varios veteranos que recomendaban retrasar la campaña. Su plan era entrar en Glenmalure a través del cercano Glen de Imaal y atacar la fortaleza de O'Byrne; una vez el enemigo hubiera sido puesto en fuga, la caballería inglesa lo perseguiría en su huida. O'Byrne había permanecido en el valle del río Liffey junto a Baltinglas, pero se retiró inmediatamente a Glenmalure cuando conoció los movimientos de Grey.
Grey se desvió al sur varias millas y se encontró con el conde de Kildare antes de dirigirse al este, y descender sobre la fortaleza rebelde. Tras una charla con sus oficiales, el Lord Diputado envió una avanzadilla de exploración.
Los rebeldes apostados en el pico de Loughnaquilla dieron la voz de alarma y Grey ordenó a sus hombres descender al valle al ritmo de los tambores. O'Byrne había ocultado a sus hombres en el terreno y las tropas inglesas, perfectamente visibles en sus casacas rojas y azules y sus pantalones blancos se encontraron de repente resbalando por el curso de un río. Diezmados por fuego enemigo alcanzaron el fondo a una milla de distancia de la entrada al valle. Los irlandeses no esperaron y abrieron fuego a discreción desde las dos vertientes del valle, tras lo cual cayeron sobre los desorientados ingleses, iniciándose un combate cuerpo a cuerpo. Las tropas de Grey fueron totalmente derrotadas, con elevadas bajas (se calcula que en torno a las 800) y abandonando sus equipos en el campo. Grey lanzó entonces la caballería para tratar de proteger a los ingleses, pero aun así la retirada hacia Dublín fue bastante dramática.
Pese a este importante revés, Grey consiguió situar una guarnición en la zona, con la esperanza de contener los ataques de Fiach; pero los asaltos continuaron, alcanzando incluso los suburbios de Dublín. No obstante, O'Byrne sufrió numerosas pérdidas y no fue capaz de expulsar a las tropas inglesas, aunque mantuvo su posición.
En la primavera siguiente, durante una expedición mandada por Grey, O'Byrne dispuso sus tropas en las colinas e incluso envió comandos para cortar el paso al convoy, afirmando que las condiciones ofrecidas por los ingleses incluían perdón por su implicación en Desmond y libertad de conciencia. Pero su territorio estaba tan cercado por las tropas de la corona que se vio obligado a aceptar los términos originales y, solo tras haber entregado los rehenes exigidos, recibió el perdón real.

## Tranquilidad
Durante los siguientes años, O'Byrne permaneció tranquilo y, tras la muerte del conde de Desmond en 1583, incluso recibió a su antiguo enemigo Nicholas White en su territorio, convirtiéndose en la primera visita de un juez de la corona. Entregó a su tío y a sus hijos como rehenes al nuevo Lord Diputado John Perrot. Perrot dio orden de ahorcar a un gaitero enviado por O'Byrne que había participado en un robo de ganado, tras lo cual algunos de los rehenes escaparon, aunque O'Byrne se presentó nuevamente al Lord Diputado con más rehenes.
En marzo de 1587 la esposa irlandesa del capitán Sir Thomas Lee informó de que su marido estaba planeando capturar O'Byrne, tras lo que Lee se separó de ella. En 1589, 22 rehenes entregados por O'Byrne, entre ellos dos de sus hijos y su cuñado, escaparon de la custodia, aunque 11 fueron apresados nuevamente. La docilidad de O'Byrne comenzó a resquebrajarse, y poco después atacaba el castillo de Arklow.

## Gato y ratón
En 1592 O'Byrne ayudó a Red Hugh O'Donnell y Art O'Neill a fugarse del castillo de Dublín. O'Donnell ya había conseguido escapar el año anterior pero había sido apresado durante la fuga. En su segundo intento tuvo más suerte y, gracias O'Byrne, que le acogió en Glenmalure, pudo llegar al Úlster, aunque perdió varios dedos de los pies por congelación. Peor suerte tuvo su compañero de fuga Art O'Neill, hijo de Shane O'Neill, que falleció durante la huida.
Aunque O'Byrne volvió a la calma, el capitán Lee siguió acusándole de traidor a la corona, y el nuevo Lord Diputado, Sir William Russell inició acciones contra él. Tras las navidades de 1594, Russell lanzó una ofensiva para capturar a O'Byrne en Ballinacor. Pero durante el acercamiento a la residencia del rebelde, el sonido accidental de un tambor puso en guardia a O'Byrne, que logró escapar. Esto muestra el interés puesto por el gobierno inglés en la pacificación del área de Wicklow, llegando a ofrecer una recompensa de £150 por O'Byrne o £100 por su cabeza.
O'Byrne y su esposa fueron proclamados traidores. Pocos días después, la población de Crumlin fue incendiada por un socio de O'Byrne, el bastardo geraldino Walter Reagh. Russel lanzó a la caballería en su persecución, pero sin éxito. Las autoridades inglesas aumentaron la presión sobre O'Byrne, construyendo un fuerte en Ballinacor. Reagh fue capturado, cargado con cadenas durante veinticuatro horas y finalmente empalado.
Russel estableció su campamento de primavera en Shillelagh, cazando y pescando y recibiendo las cabezas de los rebeldes. Pero O'Byrne continuaba elusivo, incluso mientras conspiraba con Hugh O'Neill, II conde de Tyrone. Los O'Byrne atacaron Athy, pero Fiach denunció el asalto. Por esta época fue arrestada su esposa Rose O'Toole y condenada por traición por un jurado de Dublín que la sentenció a morir en la hoguera, aunque finalmente fue indultada por la reina Isabel.
El gobierno trató de negociar con O'Byrne, que entregó a uno de sus hijos Turlough a la justicia inglesa, para ser castigado según la ley. Parece ser que, durante su estancia en prisión, su esposa había sido informada de que Turlough estaba conspirando contra su padre; Turlough fue ahorcado.

## Alianzas con el Úlster
Durante sus negociaciones con Russell, Hugh O'Neill había introducido el tema de O'Byrne, afirmando que el ataque al fuerte del río Blackwater había sido una repuesta a la campaña del Lord Diputado en Wicklow. O'Byrne solicitó amnistía para él y sus familiares -excluyendo alguno de sus hijos- en el verano de 1596. Viejo y enfermo, O'Byrne se postró de rodillas ante el consejo de Dublín, implorando compasión y logrando el perdón inglés. No obstante, O'Byrne siguió en contacto con O'Neill, convirtiéndose en el enlace de los rebeldes en Leinster y manteniendo su ejército en la frontera de la Empalizada.
El fuerte construido por los ingleses en Ballinacor fue atacado de inmediato y la respuesta inglesa no se hizo esperar. O'Byrne se había aliado con los O'More, Kavanagh, O'Connor y O'Toole. Durante el invierno, Russell lanzó una campaña en las montañas, capturando ganado y rebeldes. Alcanzó Ballinacor el 24 de septiembre de 1596 y permaneció allí con su caballería. Por su parte, Lee fue enviado a Fananerin, en la vertiente oeste de Glenmalure, donde incendió la población antes de regresar al campamento. O'Neill denunció los ataques a O'Byrne. 
Russell se retiró, pero el 8 de mayo de 1597 se presentó en Fananerin, obligando a O'Byrne a huir a pie. El jefe rebelde estaba acompañado de unos pocos soldados que murieron en la primera escaramuza, refugiándose exhausto en una cueva. Finalmente, fue capturado y asesinado por los hombres de Thomas Lee, y su cabeza entregada a Russell. Posteriormente, el capitán inglés se entrevistaría con Felim, hijo de Fiach en Rathmines, afirmando que la decisión de asesinar a O'Byrne no había sido suya.

## La cabeza perdida
El cadáver de O'Byrne fue descuartizado y su cabeza y restos colgaron de las murallas del castillo de Dublín durante varios meses. Finalmente, la cabeza fue entregada por un aventurero inglés al secretario del consejo en Londres con la esperanza de cobrar la recompensa, que ya había sido pagada en Irlanda. La reina se mostró indignada por el hecho de que se trajera a Inglaterra la cabeza de un bandido. Aunque se dio sepultura a la cabeza en las cercanías de Londres, esta volvió a aparecer sobre un árbol pocos días después

## Legado
Se considera que O'Byrne fue la mano derecha de O'Neill en las primeras fases de la Guerra de los Nueve Años. En junio de 1597, O'Neill lanzó un triple ataque en los frentes de Carrickfergus, Newry y Westmeath en represalia por el asesinato de su aliado. Felim y Redmond, hijos de O'Byrne, sobrevivieron a su padre y participaron en la guerra.
A su llegada al Úlster, Felim fue puesto al cargo del fuerte del Blackwater. En octubre de 1597, ambos hermanos regresaron al sur, donde se unieron a los O'More siguiendo órdenes de O'Neill. En 1599, Felim consiguió derrotar el ejército de Robert Devereux, II conde de Essex (véase Campaña de Essex en Irlanda) y Redmond se reincorporó a los ejércitos de O'Neill. En 1606, tras el final de la guerra, ambos hermanos recibieron concesiones de las tierras que habían sido propiedad de su padre.
Bajo el mecenazgo de Fiach McHugh O'Byrne se produjo el Libro de O'Byrne, una colección de poemas gaélicos.